# Ummanz
Die Insel Ummanz liegt in der Ostsee, westlich vorgelagert vor der Insel Rügen, und gehört wie diese zum Landkreis Vorpommern-Rügen im deutschen Bundesland Mecklenburg-Vorpommern. Sie ist die fünftgrößte deutsche Ostseeinsel.
Ummanz ist rund 20 Quadratkilometer groß und damit hinter Rügen die zweitgrößte Insel im ehemaligen Landkreis Rügen. Sie zählt zum Nationalpark Vorpommersche Boddenlandschaft. Begrenzt wird die Insel im Westen und Nordwesten durch den Schaproder Bodden, im Norden durch die Udarser Wiek, im Osten durch den Koselower See und im Süden durch Die Breite. Die Insel Ummanz ist sehr flach. Die höchste Erhebung befindet sich in Suhrendorf und beträgt nur 6,7 Meter ü. NN.
Die Insel ist seit 1901 durch eine 250 Meter lange Brücke an die Insel Rügen angebunden. Der größte Ort der Insel ist das Kirchdorf Waase, außerdem liegen auf Ummanz die kleinen Ortschaften Haide, Markow, Suhrendorf, Freesenort, Tankow und Wusse. Sie bilden mit einigen auf Rügen gelegenen Dörfern die Gemeinde Ummanz.
Von 1341 an befand sich die Insel im Besitz des Heiliggeisthospitals zu Stralsund. Somit übten im Auftrag der kirchlichen Stiftung für Jahrhunderte die Stralsunder Bürger die Herrschaft auf der Insel aus.
Im Ortsteil Suhrendorf befindet sich ein Campingplatz mit Blick auf Hiddensee, den besonders Surfer und Kiter bevorzugen.

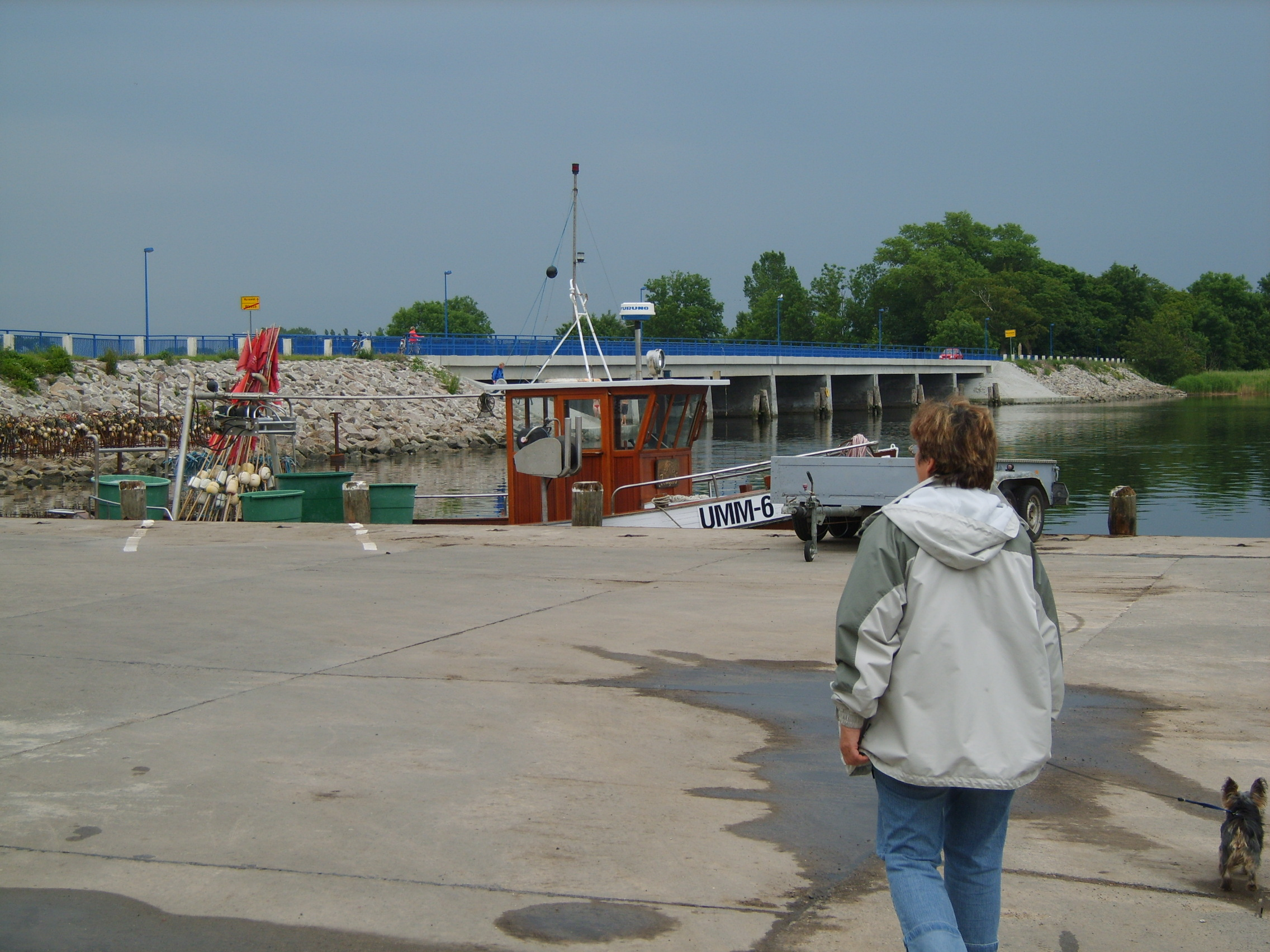
Brücke Rügen-Ummanz
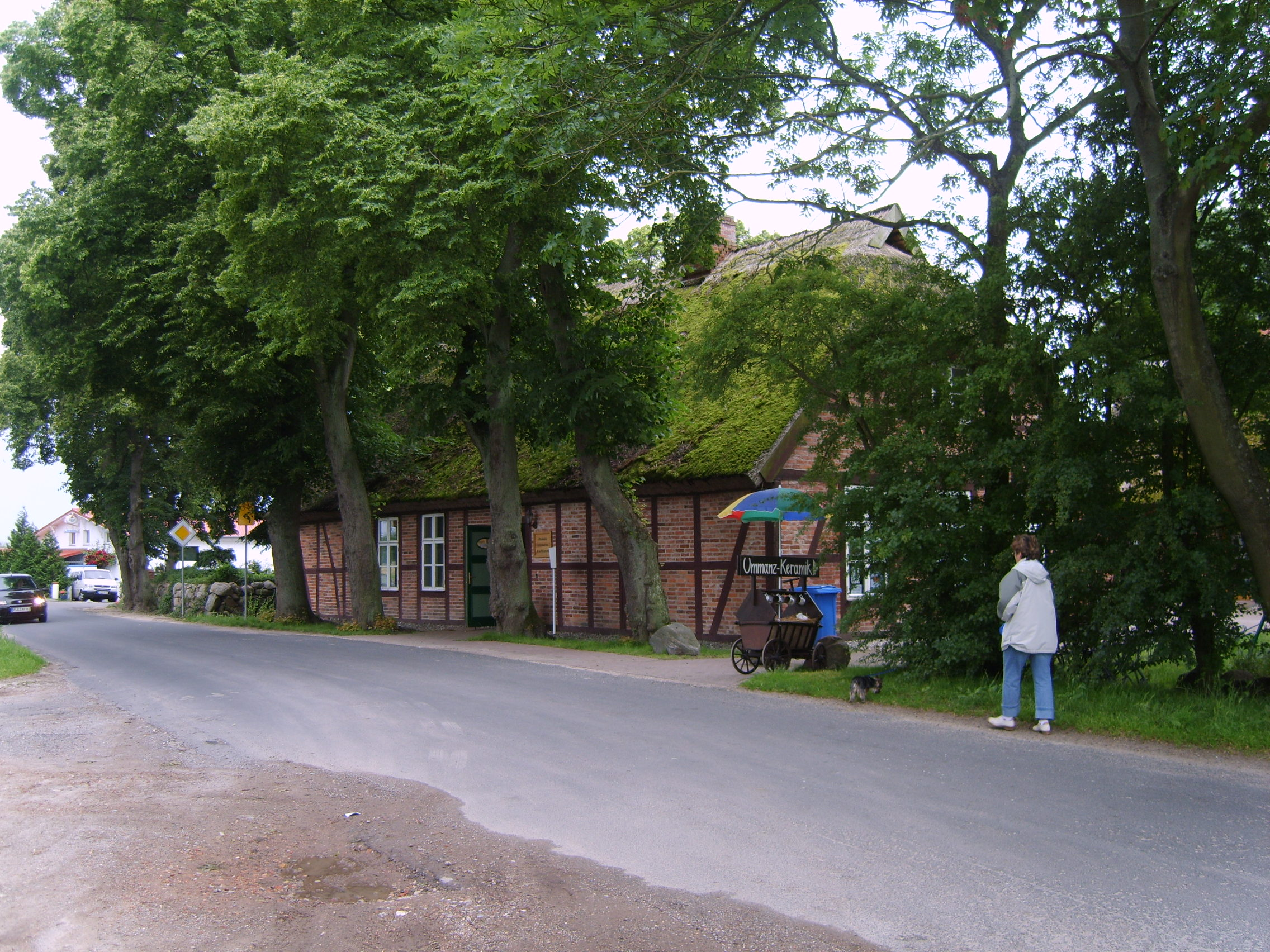
Museum und Keramikwerkstatt Waase auf Ummanz
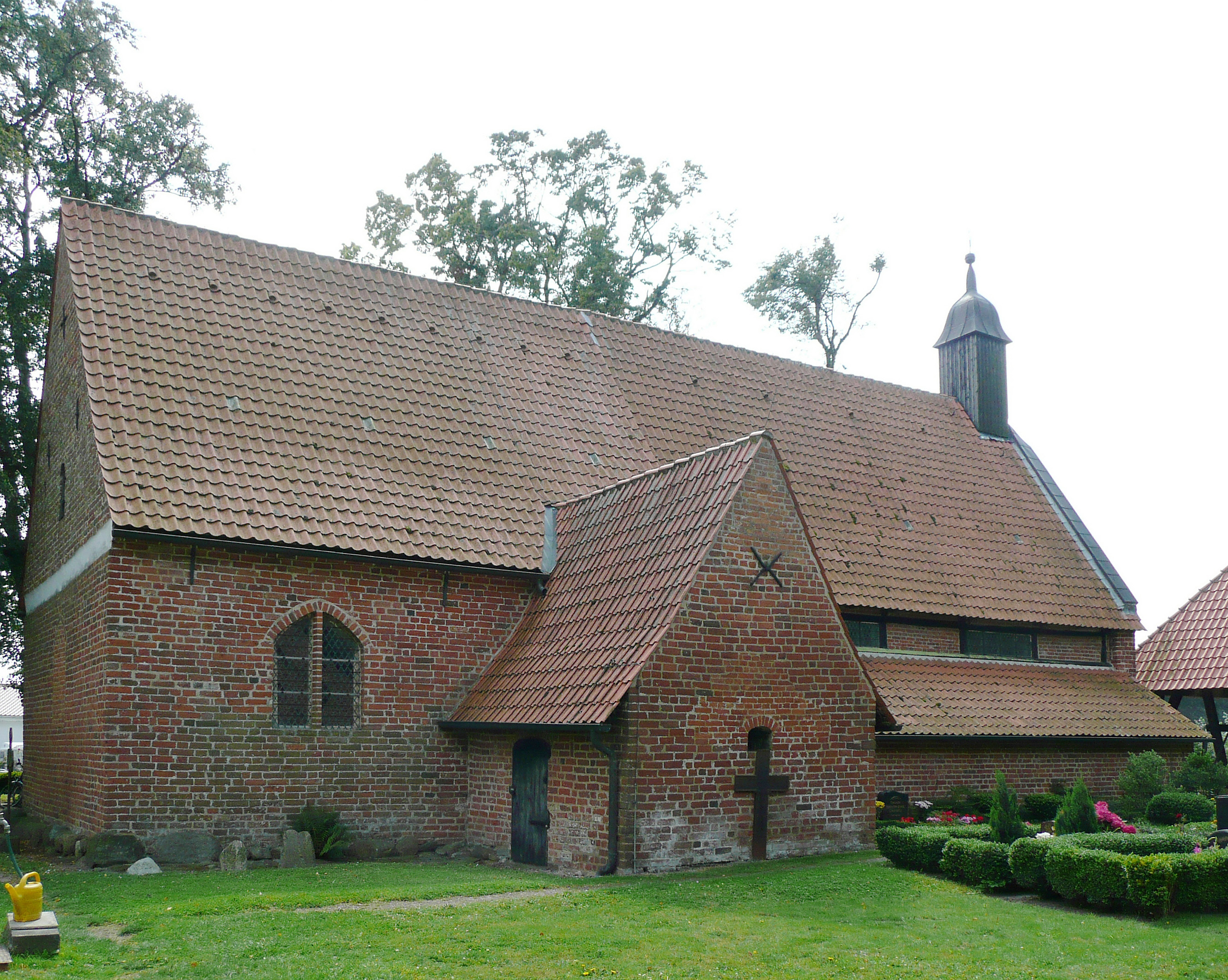
Evangelische St.-Marien-Kirche in Waase auf Ummanz
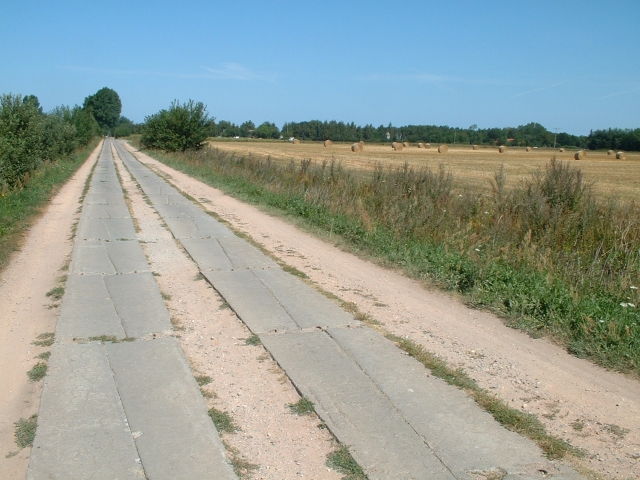
Plattenweg auf Ummanz